# Neohelina
Neohelina este un gen de muște din familia Muscidae.

Cladograma conform Catalogue of Life:
| Neohelina | \| \| Neohelina flavomarginata \| \| \| \| \| \| Neohelina semivittata \| \| \| \| |
|           | \| \| Neohelina flavomarginata \| \| \| \| \| \| Neohelina semivittata \| \| \| \| |
|           | Neohelina flavomarginata                                                           |
|           |                                                                                    |
|           | Neohelina semivittata                                                              |
|           |                                                                                    |